# Yoan Capote
Yoan Capote (1977, Pinar del Río) es un artista cubano. Su obra ha recibido importantes premios como la John Simon Guggenheim Memorial Foundation Fellowship, The Pollock-Krasner Foundation Award y el premio de la UNESCO durante la séptima Bienal de Habana con el colectivo de artistas DUPP (Desde Una Pragmática Pedagógica).

## Biografía
Yoan actualmente vive y trabaja en La Habana donde estudió en el Instituto Superior de Arte 1996-2001. 
Su trabajo, reconocido ya internacionalmente – según algunos críticos de arte – es "sólido", "irreverente" y "provocativo". Al igual que muchos artistas contemporáneos Yoan Capote posee una libertad creativa y una sensibilidad versátil que desarrolla a través de diferentes medios (escultura, fotografía, instalaciones, performance, pintura, etc) en relación con la naturaleza conceptual de cada obra. En sus obras encontramos un ingenioso sentido del humor y una fuerte carga simbólica. 
Yoan a menudo combina órganos humanos con objetos inanimados y reajusta fragmentos del cuerpo humano a nuevas experiencias simbólicas y sensoriales. Una de sus obras titulada Open Mind es un laberinto basado en el dibujo del cerebro humano donde la gente puede transitar. Las personas se convierten en metáforas de nuestras neuronas. Este trabajo inspira una reflexión acerca de la tolerancia y la coexistencia con el otro. 
La obra de Yoan Capote se concentra en el análisis Psicológico de nuestro comportamiento y su relación con el entorno social o colectivo. Sus trabajos traducen en experiencia física los conflictos intangibles de nuestra mente.

## Exposiciones

### Exposiciones colectivas
2011 -  54  Bienal de Venecia, Italia.
- L’Insoutenable légèreté de l’être,  Yvon Lambert, New York, USA.

2010 - Portugal Arte, Primera Bienal de Portugal.
- Without Mask, -JAG- Johannesburg Art Gallery, Sudáfrica.
- Los impolíticos, PAN, Italia.
- Polaridades Complementarias, New Orleans Art Museum, USA.

2009 - 2 THESSALONIKI BIENNALE OF CONTEMPORARY ART, Grecia.
- X Bienal de la Habana, Castillo del Morro, Cuba.

2008 -  State of Exchange, INIVA- Institute of International Visual Art, London, UK.
2007 -  Killing Time, Exit Art, New York, USA.
2006 -  Case StudiesArt in a Valise,  Katonah Museum of Art, New York, USA.
2003 - VIII edición de la Bienal de la Habana.
2000 - VII edición de la Bienal de la Habana.

### Exposiciones individuales
- 2013- Rerum Alter Natura, LongHouse Foundation, East Hampton, New York

- 2012 - Fonemas, Galería Habana, Cuba

- 2010 -  MENTAL STATES,  Jack Shainman Gallery, New York.

- 2008 -  Psicomorfosis - Galería Habana, Habana.

- 2004 -  Animica - Galería George Adams, Nueva York.